# Phrynotettix robertsi
Phrynotettix robertsi is een rechtvleugelig insect uit de familie Romaleidae. De wetenschappelijke naam van deze soort is voor het eerst geldig gepubliceerd in 1959 door Rehn & Grant.